# Yamada Torajirō
Yamada Torajirō est un nom japonais traditionnel ; le nom de famille (ou le nom d'école), Yamada, précède donc le prénom (ou le nom d'artiste).
Yamada Torajirō (山田 宗有) (23 août 1866 - 13 février 1957) est un maître de thé et homme d'affaires japonais qui a significativement contribué aux relations entre le Japon et la Turquie au même titre que Nakamura Kenjirō et Noda Shotarō. Converti à l'Islam sous le nom d'« Abd al-Khalil », il est l'une des premières personnes japonaises à effectuer cette démarche et à faire le pèlerinage à La Mecque depuis Kōtarō Yamaoka en 1909.
Il arrive à Constantinople en 1892 dans le but de remettre des dons aux familles des victimes du naufrage de l'Ertuğrul au large des côtes du Japon et y restera pendant 22 ans, jusqu'en 1914. Bien qu'il n'ait pas été capable d'assurer des intérêts politiques ou économiques importants du Japon à Constantinople, son activité provoque le début d'une période d'intensification des contacts entre les deux pays. Il introduit ainsi la culture japonaise en Turquie et écrit de nombreux ouvrages sur ce pays après son retour au Japon. Son travail est considéré comme une base fondamentale des bonnes relations entre le Japon et la Turquie jusqu'à nos jours.

## Biographie
Né à Edo dans la résidence du daimyō du domaine de Numata (actuelle préfecture de Gunma), Yamada est le fils de Nakamura Yūzaemon. Issu d'une famille samouraï de haut-rang qui déménage à Tokyo quand il a sept ans, il est adopté à quinze ans par un maître de thé du nom de Yamada. Il étudie la cérémonie du thé japonaise dans des écoles de Tokyo et de Yokohama et apprend le chinois, l'anglais, l'allemand, et le français.

### L'Incident de l'Ertuğrul
En 1890, l'empire Ottoman envoie la frégate Ertuğrul sous l'autorité de l'officier Osman Pascha (de) pour une visite de courtoisie au Japon mais celle-ci fait naufrage au large de la préfecture de Wakayama et entraîne la mort de 533 marins. Yamada participe alors à la campagne pour aider les familles des victimes organisée par les journaux Osaka Asahi Shimbun, Tokyo Nichi Nichi Shimbun, Kobe Yūshin Nippō, et Jiji shimpō. Afin de leur remettre l'argent récolté, le ministre des Affaires étrangères Aoki Shūzō lui conseille de se rendre personnellement en Turquie et il part pour Constantinople le 30 janvier 1892 du port de Yokohama sur le navire britannique Pasan chargé de ramener le cuirassé Matsujima alors en cours de construction à Lyon en France pour la marine impériale japonaise. Durant cette période, Yamada s'associe avec Nakamura Kenjirō, un ancien officier de la marine originaire d'une famille d'Osaka commerçante de vêtements et de tissus. Les deux hommes sont intéressés à ouvrir le commerce avec la Turquie.

### Arrivée à Constantinople
Le 4 avril 1892, Yamada arrive à Constantinople. Il rencontre le ministre des Affaires étrangères Mehmed Saïd Pacha (en) et lui remet l'argent des dons. Il offre au sultan Abdülhamid II des biens de la famille Nakamura, notamment une armure de samouraï, un casque et une épée. Le sultan lui demande alors de rester dans ce pays pendant deux années et, avec l'aide de Noda Shotarō, il commence à enseigner le japonais à des cadets de l'armée. Le futur président de la république de Turquie, Kemal Atatürk, est même l'un de ses étudiants. Il retourne brièvement au Japon en 1893 à bord du Matsujima. Le 16 avril, sur suggestion du ministre des Affaires étrangères Enomoto Takeaki, Yamada donne une conférence au séminaire de l'association coloniale japonaise (Shokuminkyōkai) sur la Turquie et l'Egypte ce qui reflète le nouvel intérêt du Japon à étendre son réseau commercial dans cette région.

### Implication commerciale à Constantinople

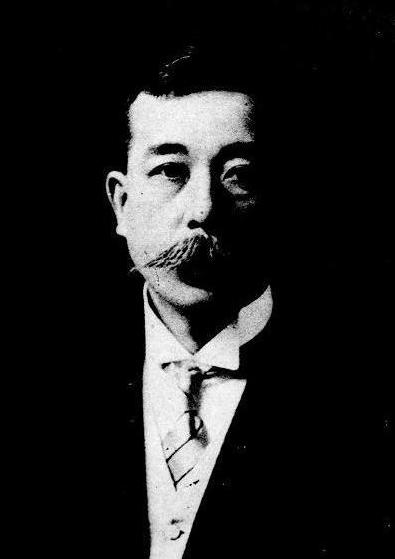

En été 1893, il part de Kobe pour revenir à Constantinople où il fonde le magasin Nakamura Shoten avec Nakamura Kenjirō. Ils sont d'ailleurs à cette époque les deux seuls résidents japonais permanents à Constantinople. Malgré le fait que les sujets japonais n'ont alors aucun statut juridique dans la ville en raison de l'absence de relations diplomatiques officielles entre les deux pays, ils reçoivent la permission du gouvernement ottoman d'exercer leurs affaires. Yamada forme de bonnes relations avec la chambre de commerce d'Istanbul (en) (İstanbul Ticaret Odası) qui l'autorise à gérer leur commerce en tant que « musée commercial » d'après une loi ottomane promulguée en 1890. Il devient également ami avec Spirakis Alexandritis, le secrétaire général de la chambre et éditeur du Bulletin de l'annuaire oriental avec qui il continue à communiquer même après son retour au Japon des décennies plus tard. Il obtient l'autorisation de vendre des produits japonais tels que de la soie, de la porcelaine, du thé, des objets en bois dans un local de la chambre de commerce avant de louer une boutique dans la rue Pera pour mettre en place le magasin Nakamura Shoten. Leur boutique devient au fil des années un lieu important pour les Japonais visitant Constantinople. Elle ouvre d'abord sur le passage Hazzopulo au 19, rue Pera puis déménage plus tard pour de meilleurs locaux dans le quartier de Beyoğlu. Le sultan et les membres de la dynastie ottomane apprécient particulièrement les biens manufacturés japonais, les objets ménagers et décoratifs, et deviennent des clients importants. Une mode des produits japonais commence à apparaître à Constantinople, en partie en raison de l'arrivée du japonisme en Europe mais également en raison de l'admiration croissante des Turcs pour le Japon. Les actuelles collections du palais de Dolmabahçe, du palais de Topkapi et d'autres palais de Constantinople sont remplies d'articles rapportés par la boutique Namura Shoten. En 1906, il établit un partenariat turco-japonais dans une fabrique de papier à cigarettes. 
Il fait la rencontre d'Abdullah Quilliam (en), un Britannique originaire de Liverpool et converti à l'Islam, et se convertit lui-même à l'Islam à une date inconnue en prenant le nom d'« Abd al-Khalil ».

### Correspondance avec le Japon
De 1895 à 1899, Yamada publie de nombreux articles sur la Turquie dans la revue Taiyō. Il traduit également des pièces de théâtre turques qui se produisent durant le mois du ramadan comme Dağlı Kız (« La Fille de la montagne »), l'histoire de la belle fille d'un bandit de montagne qui sauve des personnes d'un enlèvement, et Kıskançlık (« Jalousie »), une comédie romantique. Durant cette période, il publie aussi des articles comme « Les Vrais circonstances de Turquie et d’Égypte » dans la revue commerciale japonaise Nihon shōgyō zasshi, « Les Femmes de Turquie » en 1895, « Nouvelles de Turquie » en 1896, et « Les Conditions de vie en Turquie » en 1899. Aucun de ses articles ne porte cependant sur la culture. Yamada rapporte également au Japon dans la revue Taiyō la nouvelle de l'occupation de la banque ottomane en 1896 par des militants arméniens.

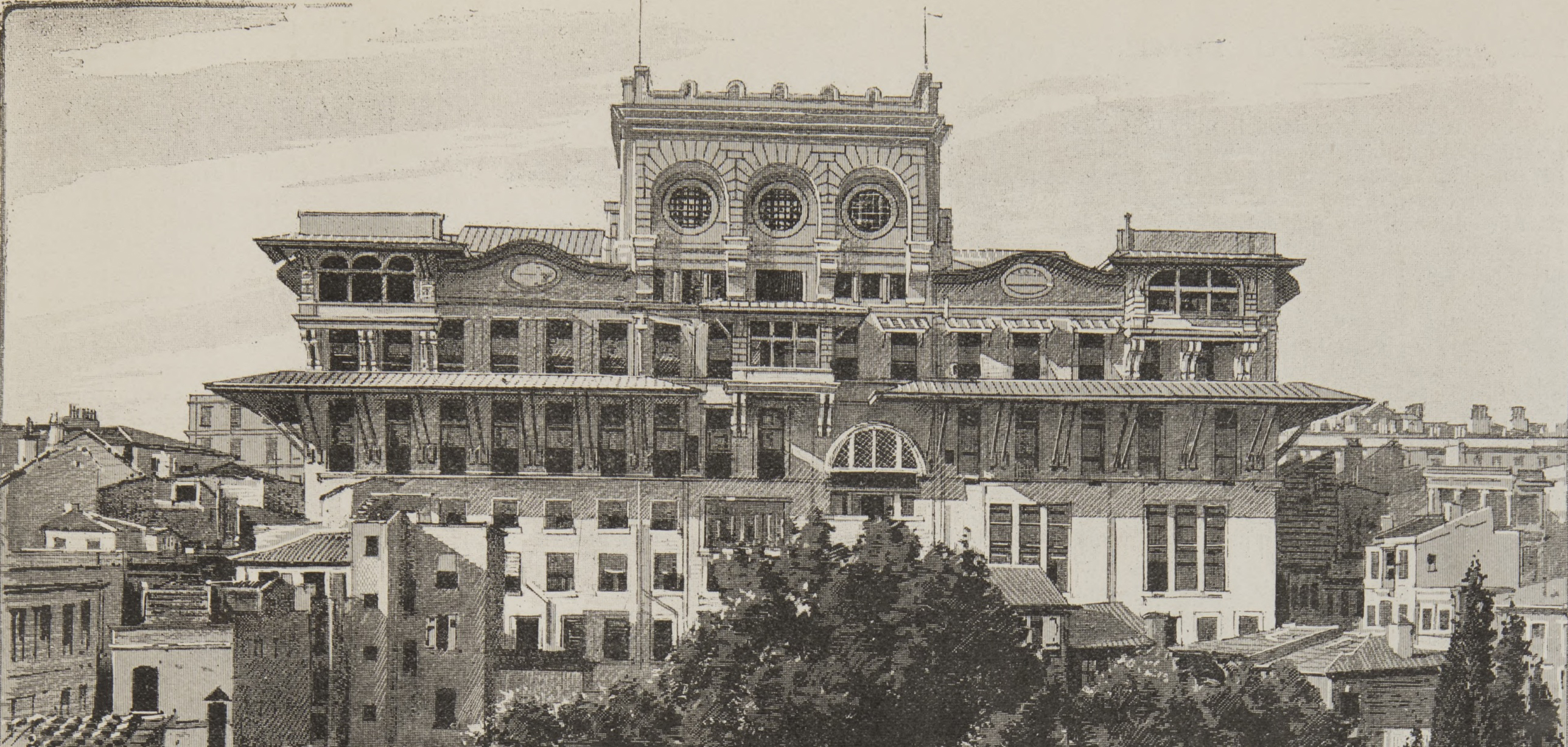
Yamada est témoin des événements qui secouent Constantinople comme la révolution des Jeunes-Turcs de 1908 mais aussi avant cela de l'occupation de la banque ottomane (photo) en 1896 par des militants arméniens qui provoque le massacre de 6000 Arméniens de la ville par les autorités.

Au moment de la guerre russo-japonaise, le gouvernement japonais lui demande de surveiller secrètement le Bosphore pour indiquer de possibles mouvements navals russes. Il rapporte ainsi le 4 juillet 1904 que trois navires de guerre russes ont passé les Dardanelles. À cette époque, les Turcs commencent à porter un grand intérêt au Japon, pays qui s'est modernisé très rapidement jusqu'à pouvoir rivaliser avec les grandes puissances européennes. Également sous la menace des Russes, ils sont heureux d'apprendre que les Japonais ont vaincu la Russie.

### Retour au Japon
Yamada retourne au Japon en 1914 en raison du déclenchement de la Première Guerre mondiale et effectue son pèlerinage à La Mecque lors de son trajet de retour et devient maître d'une école de thé sous le nom de « Yamada Soyu ». Il publie le livre Toruko Gakan (« Vue d'ensemble de la Turquie ») dans lequel il tente de faire découvrir la ville de Constantinople à ses compatriotes mais également la religion musulmane. En 1931, il retourne en Turquie après un intervalle de 17 ans et rencontre le président Kemal Atatürk qui est l'un de ses anciens élèves. Il meurt en 1957 après avoir publié son autobiographie intitulée Shingetsu. L'armure de samouraï du XVIe siècle qu'il avait offerte au sultan Abdülhamid II est actuellement exposée au palais de Topkapi.

## Hommage
- Un amphithéâtre du jardin botanique Nezahat Gökyiğit (NGBB) d'Istanbul porte son nom[6].